# 芹谷
芹谷（せりだに）は滋賀県犬上郡多賀町に位置する地域。旧芹谷村域に該当する。

## 特徴
多賀町の北部を占める山岳地帯であり、鈴鹿山脈北部、霊仙山山塊の石灰岩地帯にする。地域内には芹川が流れ、近畿地方最大級、全国でも4位の総延長を誇る河内風穴も有する。地域の北東部には霊仙山が位置する。
過去には芹谷村という単独の自治体であったが、現在では南接する旧脇ヶ畑村地域と同じく過疎化が深刻であり、廃村や超限界集落がほとんどである。
当地区では、芹谷ダムが、1961年（昭和36年）から調査が進められ、2003年（平成15年）10月24日に滋賀県と地元住民の間で建設の基本協定に調印するなど事業が進められていたが、2009年（平成21年）1月14日に滋賀県の嘉田由紀子知事が中止を正式に決定した。
このダムの建設中止に伴い、水没予定地の住民全員が移転せずに従来の集落での居住を望んだため、集団移転先用地は工業団地へ転用されることになり、パン製造工場が誘致され、2012年（平成24年）6月15日に着工した。
また、水没を想定して修繕・改築などが行われていなかったことから建設中止時点で予定地の全世帯で建物の改修が必要な状況となっており、滋賀県が家屋などの改修費などを支援するなど予定地の復興・振興を図ることになった。

## 地域
水谷
芹川の支流、水谷川沿いに位置する地区であり、芹谷地域の入口にある。芹谷ダムの完成によって水没する予定であった。集落は上水谷、下水谷に分かれている。
桃原
標高350ｍ地点に位置する、芹川沿いの南斜面の盆地に位置する。
屏風
桃原の対岸に位置する、集落は標高400m地点に位置する。同地区内に多賀小学校芹谷分校が立地していた。
後谷
屏風の北に位置する、かつては鉱山があった。
向之倉
桃原の東に位置した集落で現在は廃村。同集落内には、県の自然記念物とされる、県下最大級の巨木、井戸神社のカツラがある。
甲頭倉
向之倉の対岸、屏風の東に位置する集落。南北に細長い。
河内
集落は下村、中村、宮前、妛原の4つに分かれている。
下村
芹川沿いに上ると河内地区の入口にある集落。
中村
下村と宮前の間にある集落
宮前
河内風穴へ向かう登山道や、駐車場がある集落。宮前の地区内には河内地域唯一の寺もある。
𡚴原
宮前から500m程度、芹川を上ったところにある、河内地域で一番奥に位置する集落。ここから霊仙地域に向かう道と、権現谷林道に向かう道がある。山女原とも書く。
霊仙
河内からさらに芹川を遡る所にある。芹谷地区最奥の地域。集落は入谷、今畑、落合に分かれている。
入谷
河内・妛原集落から、芹川沿いを1Km程度遡ると、倉庫群があり、そこから山道を登ると集落に至る。高低差の大きい集落である。
落合
芹谷地域最北、つまり多賀町最北の集落である。かつては多賀小学校霊仙分校があった、霊仙山登山口に位置する。
今畑
落合と入谷の間に同集落へ至る登山道が位置する。霊仙山の登山道、今畑ルート上に位置し、車でアクセスすることができない。

## 産業
林業（炭焼き）などを主として暮らしていた。ゴボウの生産も行われていたとされる。
かつては住友大阪セメント・多賀鉱山（後谷）があった。

## 名所
- 河内風穴（河内）
  - 全国第3位、総延長1万0m以上を誇る鍾乳洞[9]。かつては総延長7,000m以上とされていたが[10]、探検愛好家ら約11年かけて測量を進めて2012年（平成24年）6月に総延長1万0m以上と確認されて全国第3位となった[9]。
- 霊仙山（霊仙）
  - 鈴鹿山脈の最北に位置する標高1,094 mの山。花の百名山としても知られ、シーズン中は多くの登山者が訪れる。
- 井戸神社のカツラ（向之倉）
  - 滋賀県下最大級の巨木。滋賀県自然記念物
- 屏風岩（屏風）